# Gerhard Siebholz
Gerhard Siebholz (né le 4 avril 1932 à Eberswalde, mort le 13 février 2003 à Berlin) est un compositeur allemand.

## Biographie
Lycéen, Gerhard Siebholz a son groupe. Après des études d'ingénierie du son à l'académie de musique Hanns Eisler, il commence dans les années 1950 une carrière de compositeur, d'arrangeur et de producteur au VEB Deutsche Schallplatten, où il supervise dans les années 1960 et 1970 les productions du label Amiga. Auteur d'un milliers de chansons, il a écrit pour Ruth Brandin, Hauff und Henkler, Chris Doerk, Nina Lizell ou Lili Ivanova. Ses grands succès, il les a avec son épouse Britt Kersten. Par ailleurs, il participe à la bande originale de films de la DEFA. Il signe aussi le générique du journal télévisé Aktuelle Kamera.

## Œuvre

### Schlager
- Ruth Brandin :
  - Morgenstunde hat Gold im Munde
  - Guten morgen, lieber Sonnenschein
- Nina Lizell :
  - Lass mich bitte nicht warten
  - Fahr mit mir Auto
- Hauff und Henkler :
  - Das war ein Meisterschuss
  - Heut ist wieder Vollmond
  - Gib dem Glück eine Chance
- Chris Doerk :
  - Jedes junge Mädchen wird mal geküsst
  - Das wird ja immer schöner
- Britt Kersten :
  - Blond wird groß geschrieben
  - Von Wiedersehen zu Wiedersehen
  - Männer müssen Männer sein
  - Glück ist mehr als nur ein Wort

### Filmographie
- 1965 : Der Frühling braucht Zeit
- 1967 : Hochzeitsnacht im Regen
- 1972 : Nicht schummeln, Liebling!
- 1989/1990 : Die Architekten